# العروسية
العروسية إحدى قرى الجمهورية التونسية، تقع في معتمدية البطان من ولاية منوبة، جنوب غربي مدينة طبربة.

### مواضيع ذات علاقة
- ولاية منوبة.